# Микляево (Ярославская область)
Микляево — деревня в составе городского округа город Переславль-Залесский Ярославской области.

## География
Расположено на берегу реки Кисьма в 51 км на север от города Переславль-Залесский.

## История
В конце XIX — начале XX века деревня являлась центром Микляевской волости Угличского уезда Ярославской губернии. 
С 1929 года деревня являлась центром Микляевского сельсовета Нагорьевского района Ивановской Промышленной области, с 1936 года — в составе Ярославской области, с 1954 года — в составе Дмитриевского сельсовета, с 1963 года — в составе Переславского района, с 2005 года — в составе Нагорьевского сельского поселения, с 2019 года — в составе городского округа  город Переславль-Залесский.

## Население
| 1859 | 2007 | 2008 | 2010 |
| ---- | ---- | ---- | ---- |
| 318  | ↘75  | →75  | ↘68  |